# Pankeparcours

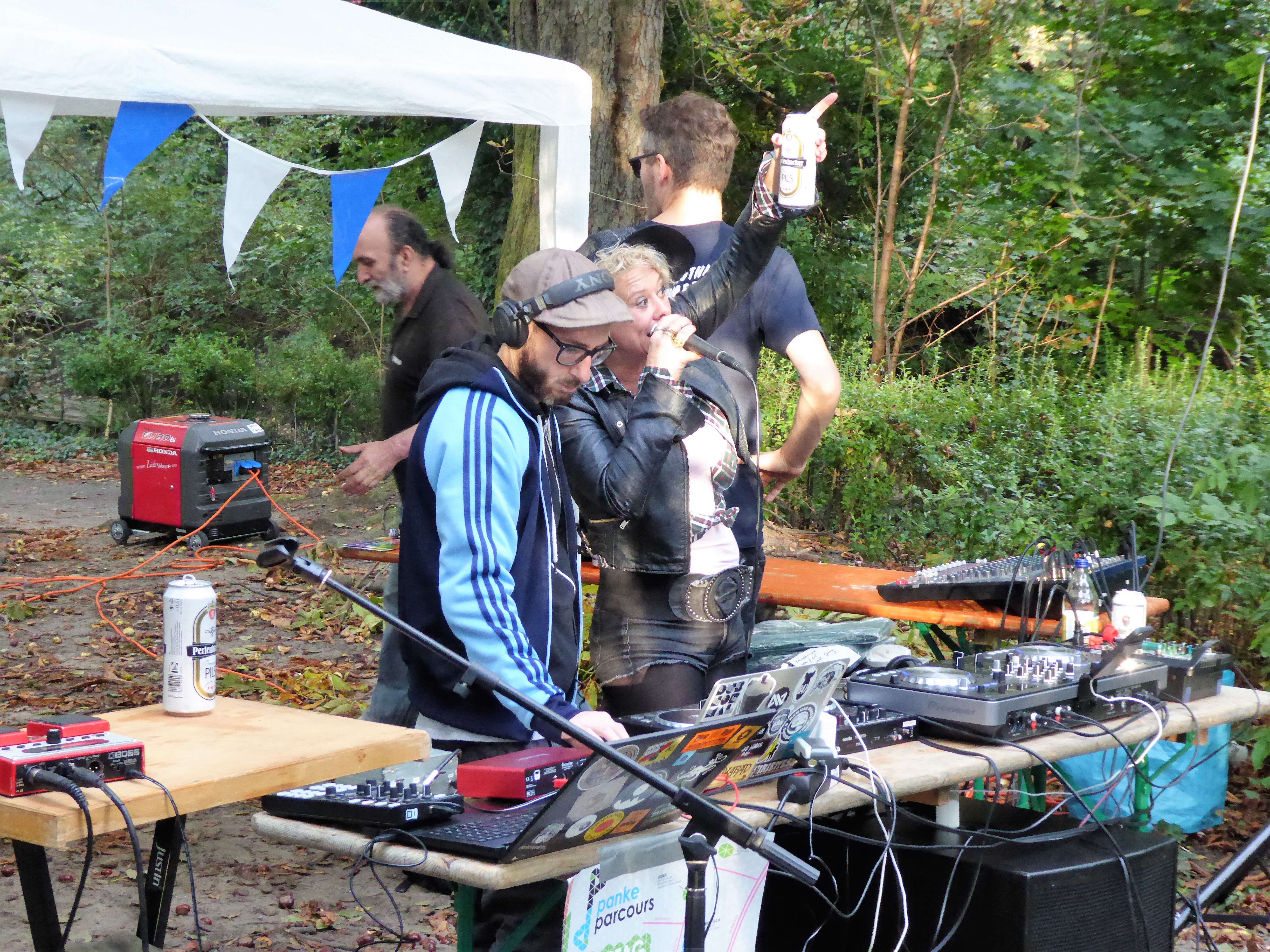
Eine der Musikinseln 2017

Der Pankeparcours (Eigenschreibweise: Panke Parcours) ist seit 2014 ein Musikfestival, das jährlich Ende August oder Anfang September rund um die Panke in den Berliner Ortsteilen Berlin-Gesundbrunnen und Berlin-Wedding stattfindet.

## Geschichte

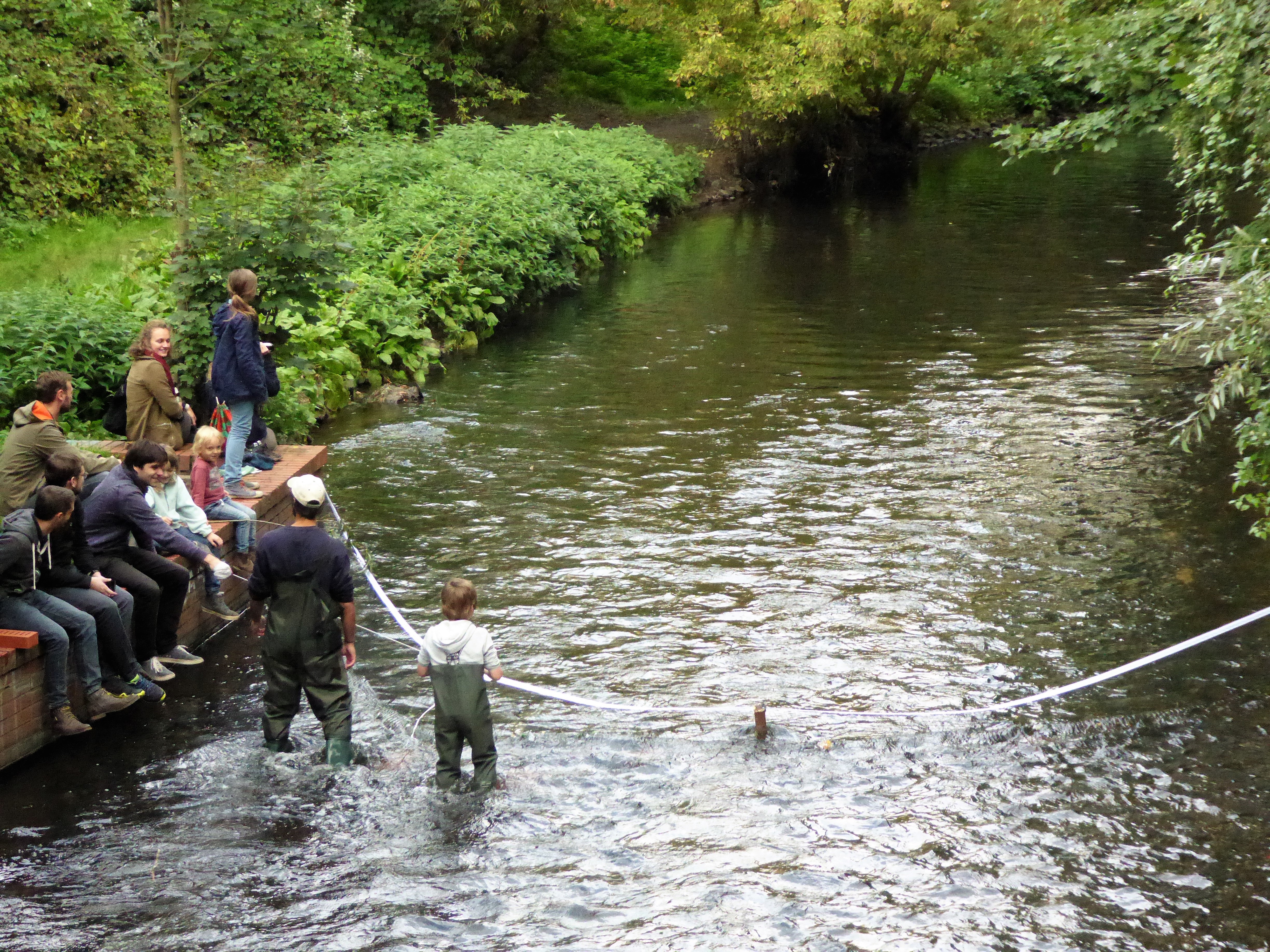
Warten auf Ankunft der Enten 2017

Das Festival fand zum ersten Mal 2014 statt. Damals wurden sieben sogenannte Musikinseln zwischen der Soldiner Straße und der Bibliothek am Luisenbad auf ca. 800 Metern aufgebaut. 2018 spielten über 50 Künstler auf elf Musikinseln zwischen dem Franzosenbecken und dem Amtsgericht Wedding auf einer Länge von knapp zwei Kilometern. 2019 wurde die Strecke nochmals um einen halben Kilometer verlängert und ging von der Heubuder Brücke bis zur Gerichtstraße. Mehr als 40 Solokünstler und Bands spielten an 13 Spielorten, benannt nach tierischen Pankebewohnern und ihren Freunden.

## Programm und Motto
Neben Musik gibt es ein Kinderprogramm, Performances, Open-Air-Kino, Theater, Workshops, Lesungen, wie zum Beispiel 2019 von der Weddinger Autorin Regina Scheer, und es stellen sich verschiedene Projekte vor. Höhepunkt ist jedes Jahr das Entenrennen in der Panke, aus dem auch das Motto des Festivals entstand „Ente gut – alles gut.“

## Finanzierung

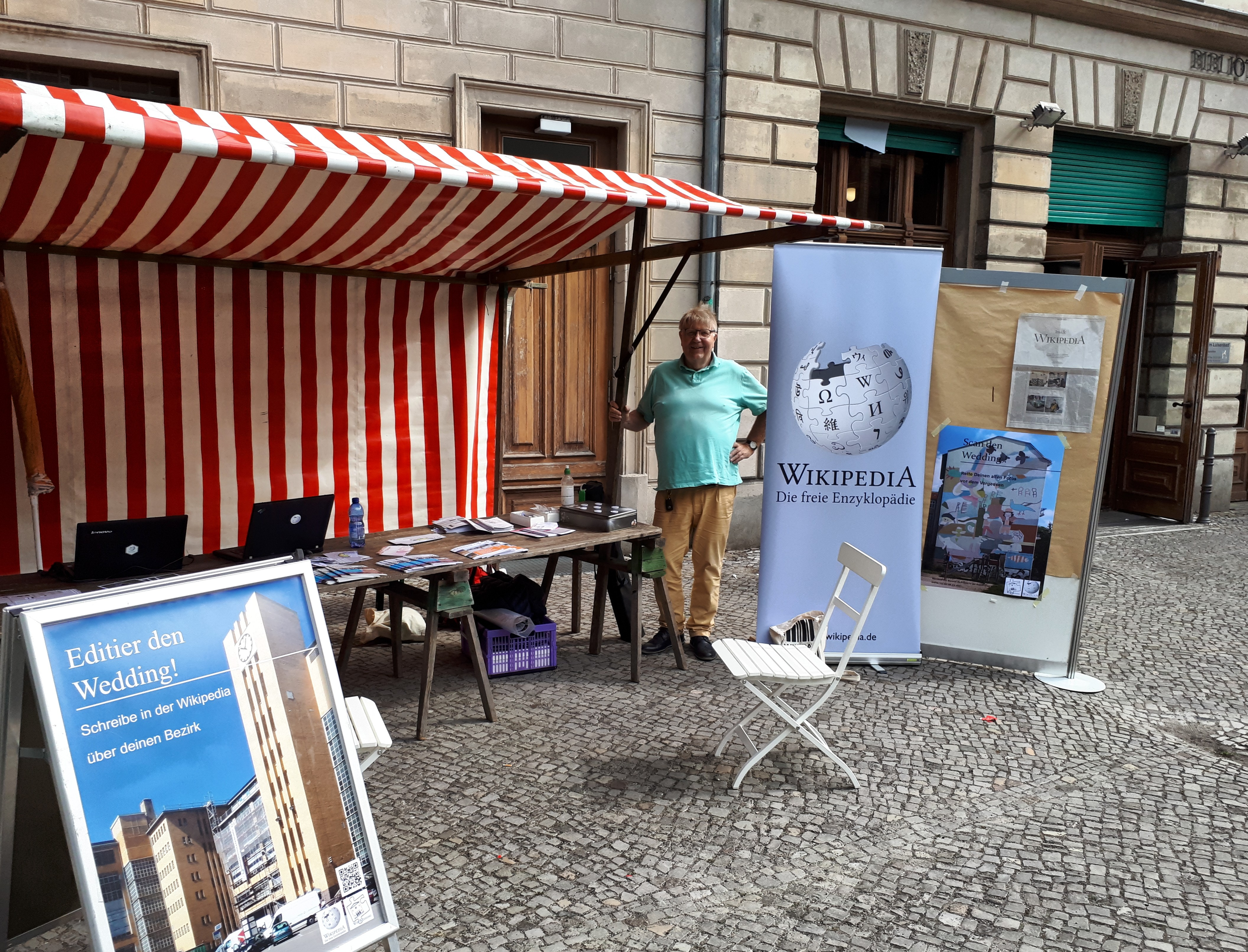
Stand des WikiWedding 2018

Finanziert wird das für die Besucher kostenlose Festival seit 2019 durch die Europäische Union, die Bundesrepublik Deutschland und das Land Berlin im Rahmen der Zukunftsinitiative Stadtteil, Programm Soziale Stadt.